# Bede Durbidge
Bede Durbidge est un surfeur professionnel australien né le 23 février 1983 à Brisbane, Australie. 
Il est marié avec Tarryn

## Biographie
Bede a grandi à Point Lookout sur North Stradbroke Queensland's Island. C'est là qu'il a développé ses compétences dans le surf. Il fait partie d'une famille closeknit. Ses parents, frères et sœurs ont tous appuyé sa participation à des compétitions scolaires autour de Queensland et a applaudi ses victoires ultérieures. Il prit sa première vague à neuf ans sur sa petite planche de surf. Son propre équilibre et sa confiance dans les vagues sont devenues simples à partir de là.
Bede a brillé sur l'ASP World Tour Foster's en 2005 et il a imprimé sa marque sur la concurrence internationale. Connu pour ses remarquables manœuvres aériennes, Bede Durbidge représente la nouvelle génération de surfeur qui démontre la puissance classique et une base de compétences impressionnantes.
Bédé a été surnommé par des coéquipiers et concurrents le Fidjien blanc en raison de son attitude amicale et décontractée. C'est son calme, son équilibre et son attitude au dur travail qui le place fermement dans le cœur et l'esprit de ses disciples. 

## Carrière

### Victoires
- 2015 :
  - 2e du Oi Rio Pro à Rio de Janeiro (Brésil)
  - 2e du Quiksilver Pro France à Hossegor (France)[1]

- 2008 Hang Loose Santa Catarina, Florianópolis, Brésil (WCT)
- 2007 Hawaii Vans Triple Crown
- 2007 Hawaii Banzaii Pipeline Billabong Pro (WCT)
- 2006 Boost Mobile Pro Presented by Hurley (WCT)
- 2004 Nokia Lacanau Pacific Motion Pro, Lacanau, France (WQS)
- 2003 Rip Curl Newquay Board Masters England (WQS)
- 2003 Second au Rip Curl Newquay Boardmasters

### WCT
- 2009 : 3e
- 2008 : 2e
- 2007 : 5e
- 2006 : 15e
- 2005 : 29e

### Sa saison 2009 ASP World Tour
2009 est sa 5e année dans l'ASP World Tour
| Date                      | Compétition                   | place | points |
| ------------------------- | ----------------------------- | ----- | ------ |
| 28 février-11 mars        | Quiksilver Pro                | 5     | 732    |
| 7 avril-19 avril          | Rip Curl Pro Surf             | 17    | 410    |
| 9 mai-20 mai              | Billabong Pro Teahupoo        | 17    | 410    |
| 27 juin-5 juillet         | Hang Loose Santa Catarina Pro | 5     | 732    |
| 9 juillet-19 juillet      | Billabong Pro Jeffreys        | 9     | 600    |
| 11 septembre-20 septembre | Boost Mobile Pro of Surf      | 3     | 876    |
| 23 septembre-4 octobre    | Quiksilver Pro France         | 2     | 1032   |
| 5 octobre-17 octobre      | Billabong Pro                 | 5     | 732    |
| 19 octobre-28 octobre     | Rip Curl Pro Search           | 2     | 1032   |
| 8 décembre-20 décembre    | Billabong Pipeline Masters    | 5     | 732    |
|                           | classement                    | 3     | 6468   |

Requalifié pour l'ASP World Tour 2010